# Sîngerei (distrikt)
Sîngerei ( moldaviska: Raionul Sîngerei) är ett distrikt i Moldavien. Det ligger i den centrala delen av landet. Antalet invånare är 85 657. Arean är 1 033 kvadratkilometer.
Terrängen i Sîngerei är kuperad åt sydost, men åt nordväst är den platt.
Administrativ huvudort är Sîngerei. Andra samhällen i distriktet är Bilicenii Vechi och Biruința.